# Spinetta
La spinetta appartiene alla famiglia degli strumenti a tastiera con corde pizzicate, assieme al clavicembalo e al virginale.
A differenza del clavicembalo, è di dimensioni contenute, cosa che ne permette un facile trasporto; per questo motivo, godette di una certa popolarità fino al XVIII secolo. La praticità ne permetteva l'uso in ambiente domestico.

## Storia

L'arciduchessa Maria Antonietta alla spinetta. Dipinto di Franz Xaver Wagenschön, 1769.

Il primo esemplare di strumento musicale a pizzico con tastiera di cui si ha notizia fu costruito da un francese, Jehan Perrot, e donato nel 1360 da re Edoardo III d'Inghilterra al re Giovanni di Francia, suo prigioniero. Fonti francesi, inglesi e spagnole lo denominano con diverse grafie, échéquier, chekker e exaquier, il significato rimanendo quello di scacchiera - la ragione di questo termine rimane ignota. Probabilmente i primi strumenti di questo tipo avevano la disposizione delle corde verticale e solo successivamente la disposizione cambiò a orizzontale in maniera da poter permettere l'utilizzo sulle gambe, su un tavolo o su un sostegno (le gambe vennero aggiunte allo strumento solo dopo il 1750).

## Morfologia
Lo strumento è costituito da una tavola armonica rettangolare; le corde, molto più sottili di quelle di un moderno pianoforte, sono disposte sulla lunghezza dello strumento, ad angolo rispetto ai tasti, con la corda più grave sulla parte anteriore. La tastiera muove delle asticelle alle quali sono collegati i plettri, che pizzicano le corde.
Esistevano due principali modelli di spinetta: italiana e fiamminga. Quella italiana aveva una cassa pentagonale e la lunghezza variava circa tra 1,2 e 1,9 metri di lunghezza; il legno era di cipresso e le pareti estremamente sottili in maniera da vibrare assieme alle corde; la tastiera sporgeva a balcone; i tasti erano di bosso o avorio, i semitoni in bosso nero o ebano. Quella fiamminga era normalmente in abete, con la tastiera arretrata a sinistra o a destra, non al centro; i tasti solitamente in osso, raramente d'avorio e i semitoni d'ebano o semplicemente dipinti di nero. Le spinette venivano costruite in due misure, una standard da 8' una ridotta da 4' (spinettino).

## Funzionamento
Il suono viene prodotto da un plettro di penna d'uccello, attaccato ad un salterello, ovvero un'asticella di legno che si trova dietro ad ogni tasto della tastiera. Abbassando il tasto l'asticella scorre e il movimento solidale del plettro pizzica la corda. Rilasciando il tasto l'asticella ritorna nella posizione originale, il plettro non pizzica la corda al ritorno, ma ne smorza il suono grazie ad un pezzetto di feltro inserito nel salterello stesso.

## Strumenti musicali correlati
- Archicembalo
- Clavicembalo
- Clavicordo
- Pianoforte
- Salterio
- Virginale